# Diocèse de Ningbo

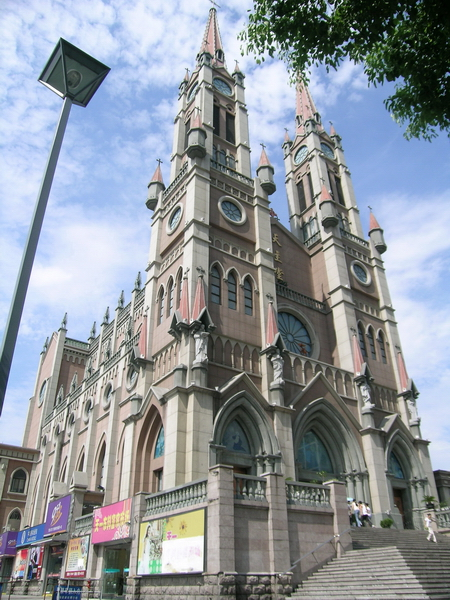
Vue de la cathédrale Notre-Dame-de-l'Assomption

Le diocèse de Ningbo (Diocoesis Nimpuovensis) est un diocèse de l'Église catholique romaine de Chine dont le siège se trouve à Ningbo (autrefois transcrit en Ning-Po) et qui se trouve dans la province ecclésiastique d'Hangzhou (autrefois Hangtchéou). Le diocèse est situé dans la province historique du Cho-Kiang (Zhejiang aujourd'hui).
Ce fut longtemps un territoire administré par les lazaristes français.

## Historique
- 15 octobre 1696 : création du vicariat apostolique du Cho-Kiang, ou Tchékiang par le bref d'Innocent XII E sublimi Sedis. Il reçoit son territoire du diocèse de Nankin.
- 1758 : le vicariat apostolique du Tchékiang et celui du Kiangsi sont affiliés au vicariat apostolique du Foujian (aujourd'hui archidiocèse de Fuzhou)
- 14 août 1838 : Les deux vicariats précités sont de nouveau indépendants par le bref de Grégoire XVI Ex Debito.
- 27 mars 1846 : selon un autre bref Ex Debito, les vicariats sont divisés.
- 10 mai 1910 : le vicariat apostolique cède une portion de territoire à l'avantage de la création du nouveau vicariat apostolique de Tchékiang occidental (aujourd'hui archidiocèse d'Hangzhou) et il prend le nom de vicariat apostolique du Tchékiang oriental.
- 3 décembre 1924 : prend le nom de vicariat apostolique de Nin-Puo  ou Ningpo (aujourd'hui Ningbo)
- 10 août 1926 et 2 juillet 1931: cède des portions de territoire à l'avantage de la création du vicariat de Taitchéou (aujourd'hui diocèse de Linhai) et de la préfecture apostolique de Tchou-Tchéou-fou (aujourd'hui diocèse de Lishui).
- 11 avril 1946, le pape Pie XII, par la bulle Quotidie Nos, élève le vicariat au rang de diocèse[1].
- 3 mars 1946 : cède une portion de territoire à l'avantage du nouveau diocèse de Yongjia.
- 1950 : après l'expulsion du dernier évêque diocésain, Mgr Defebvre, le diocèse est dirigé par un administrateur apostolique, prêtre chinois du nom de Michel He Jinmin, qui est envoyé en camp de rééducation en 1958. Deux ans plus tard, le gouvernement communiste chinois nomme un évêque issu de l'association patriotique créée par lui. Il meurt en 1983. Lorsque Michel He Jinmin sort du laogai en 1977, il reprend sa charge d'administrateur apostolique, jusqu'au 15 mai 2000, date à laquelle il est consacré évêque sans autorisation du Saint-Siège. Il meurt en 2004 et un autre évêque gouvernemental lui succède, Matthieu Hu Xiande.
- Après la destruction par un incendie de la cathédrale Notre-Dame-des-Sept-Douleurs de Ningbo en 2014, le siège épiscopal est transféré à la cathédrale Notre-Dame-de-l'Assomption de Ningbo.

## Ordinaires

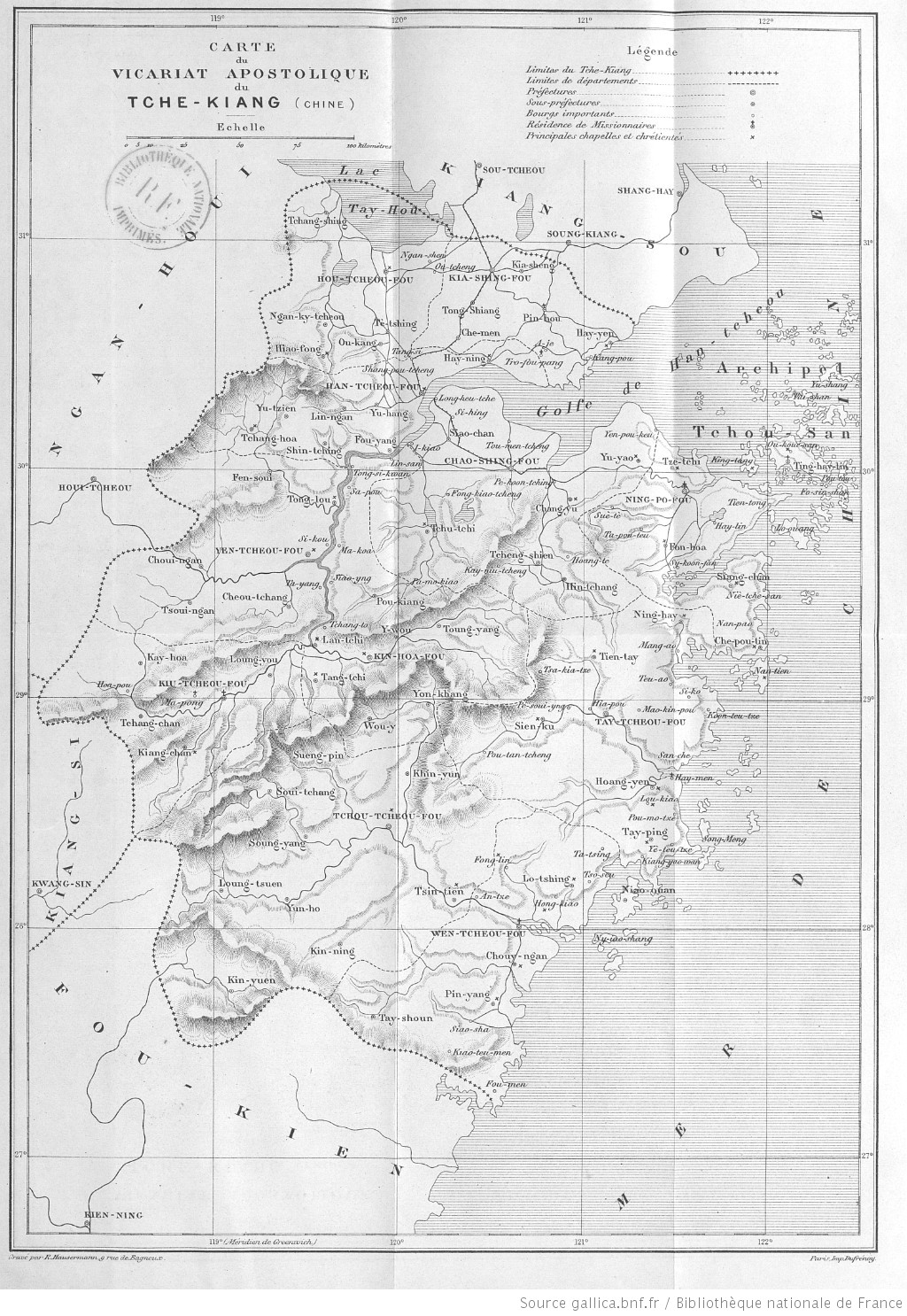
Carte du vicariat apostolique du Tché Kiang

- François-Alexis Rameaux, cm, 11 décembre 1838 - 14 juillet 1845, décédé
- Bernard-Vincent Laribe, cm, 14 juillet 1845 - 26 mars 1846
- Pierre Lavaissière, cm, 27 mars 1846 - 19 décembre 1849, décédé
- François-Xavier Danicourt, cm, 22 décembre 1850 - 1854,
- Louis-Gabriel Delaplace (no), cm, 12 juin 1854 - 21 janvier 1870
- Jean-Henri Baldus, cm, 1865 - 1870, décédé, coadjuteur
- Edmond-François Guierry, cm, 21 janvier 1870 - 8 août 1883, décédé,
- Paul-Marie Reynaud, cm, 7 mars 1884 - 23 février 1926, décédé,
- André-Jean-François Defebvre, cm, 14 décembre 1926 - 7 avril 1967, expulsé en 1950, décédé.

## Cathédrale

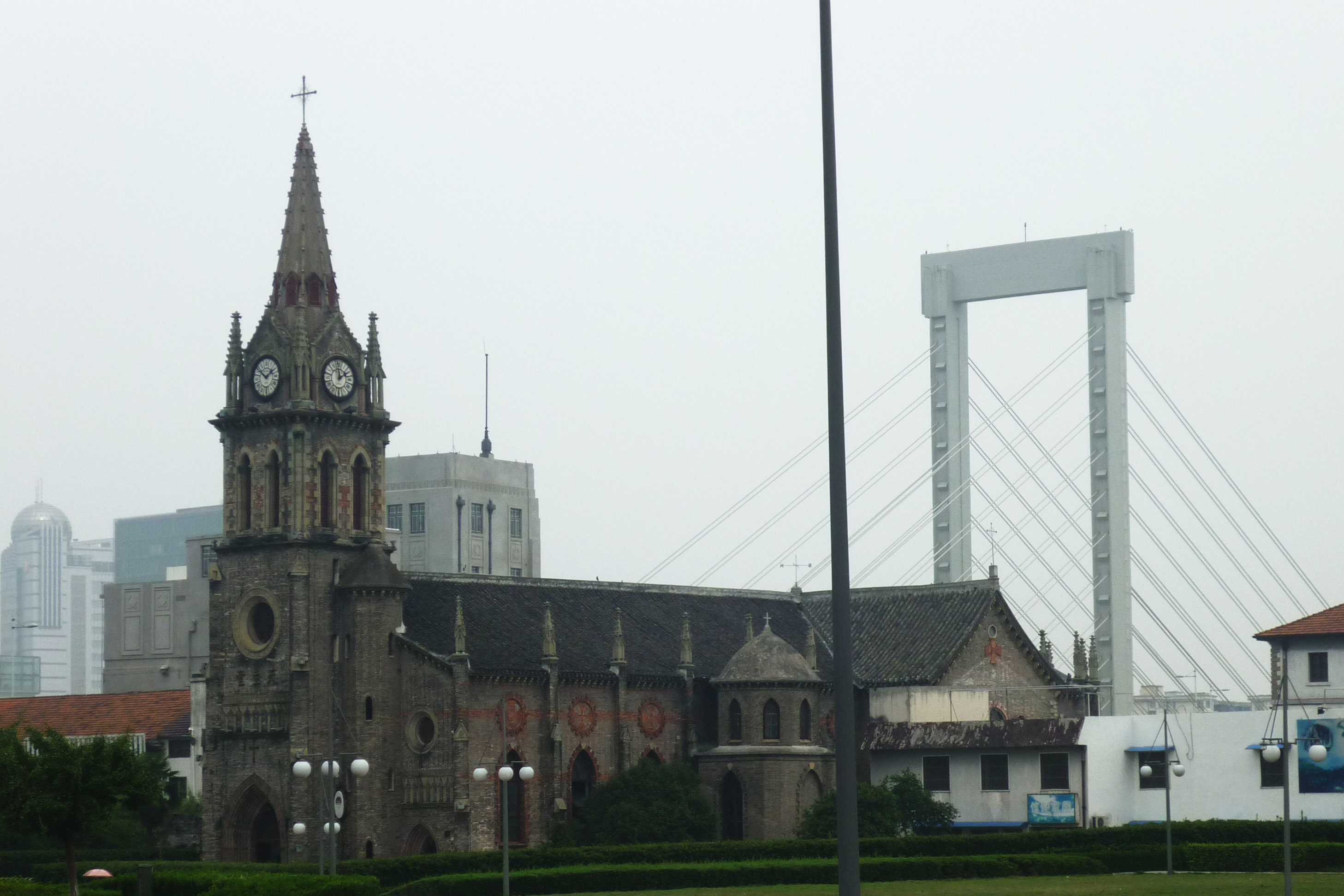
Vue de l'ancienne cathédrale Notre-Dame-des-Sept-Douleurs du quartier de Jiangbei, avant l'incendie de 2014

Le siège du diocèse, après avoir été à la cathédrale Notre-Dame-des-Sept-Douleurs, construite par les lazaristes français, se trouve aujourd'hui à la cathédrale Notre-Dame-de-l'Assomption.

## Statistiques
En 1925 le diocèse était desservi par dix-neuf prêtres européens, trente-quatre prêtres chinois, vingt-deux religieuses européennes, trente-quatre religieuses chinoises, trois-cent-un catéchistes. Il y avait quarante-quatre grands séminaristes, cinquante-neuf petits séminaristes et cent-soixante-et-onze maîtres d'écoles catholiques, pour une population de quatorze millions d'habitants (territoire différent) et 47 175 baptisés catholiques. 1 874 catéchumènes adultes ont été baptisés au cours de l'année 1925, ainsi que 1 980 enfants de familles chrétiennes,  et 5 939 enfants de familles païennes in articulo mortis. Il a été distribué 339 315 communions. Le diocèse avait la charge de six hôpitaux, de neuf hospices de vieillards, de neuf dispensaires, de dix orphelinats élevant 941 garçons et 875 fillettes.
En 1950, le diocèse comptait 17 497 baptisés catholiques pour une population de 6 055 267 habitants répartis dans dix paroisses qui sont desservies par vingt-cinq prêtres séculiers, vingt-neuf prêtres réguliers et cent-une religieuses.

## Source
- Annuaire pontifical, 2002